# Aragoncillo
Aragoncillo est un village de la commune de Corduente (Guadalajara, Espagne), situé à 18 kilomètres de Molina de Aragón, 1 267 mètres d'altitude et au climat assez froid. Il se trouve au pied du mont d'Aragoncillo (1 517 mètres), qui se trouve être le point culminant de la zone. Le village compte environ 21 habitants.

## Histoire
Le village fut construit lors du repeuplement, près des ruines d'un village celtibère, et fut bientôt le siège du monastère d'Alcallech, qui fut occupé par une congrégation de chanoines réguliers de Saint Augustin. Au cours du XVe siècle, le monastère fut habité pendant près de cent ans par les sœurs cisterciennes de Buenafuente, qui en furent expulsées par les moines de Santa María de la Huerta. Aujourd'hui, il ne reste rien de ce monastère, sauf quelques ruines, à peine appréciables, dans le lieu traditionnellement appelé las monjas (« les religieuses »), au pied même de la montagne.

## Géographie
Près d'Aragoncillo se trouve l'un des rares bois pétrifiés existant sur la planète. Il s'agit de fossiles de conifères du Permien conservés par la cendre volcanique.